# Frank Delitz
Frank Delitz (* 27. September 1939 in Zittau; † 20. Oktober 2003 in Seifhennersdorf) war ein deutscher Heimatforscher. Sein Wirken trug wesentlich dazu bei, das Interesse für das Oberlausitzer Umgebindehaus in der Öffentlichkeit wieder zu erwecken.

## Leben

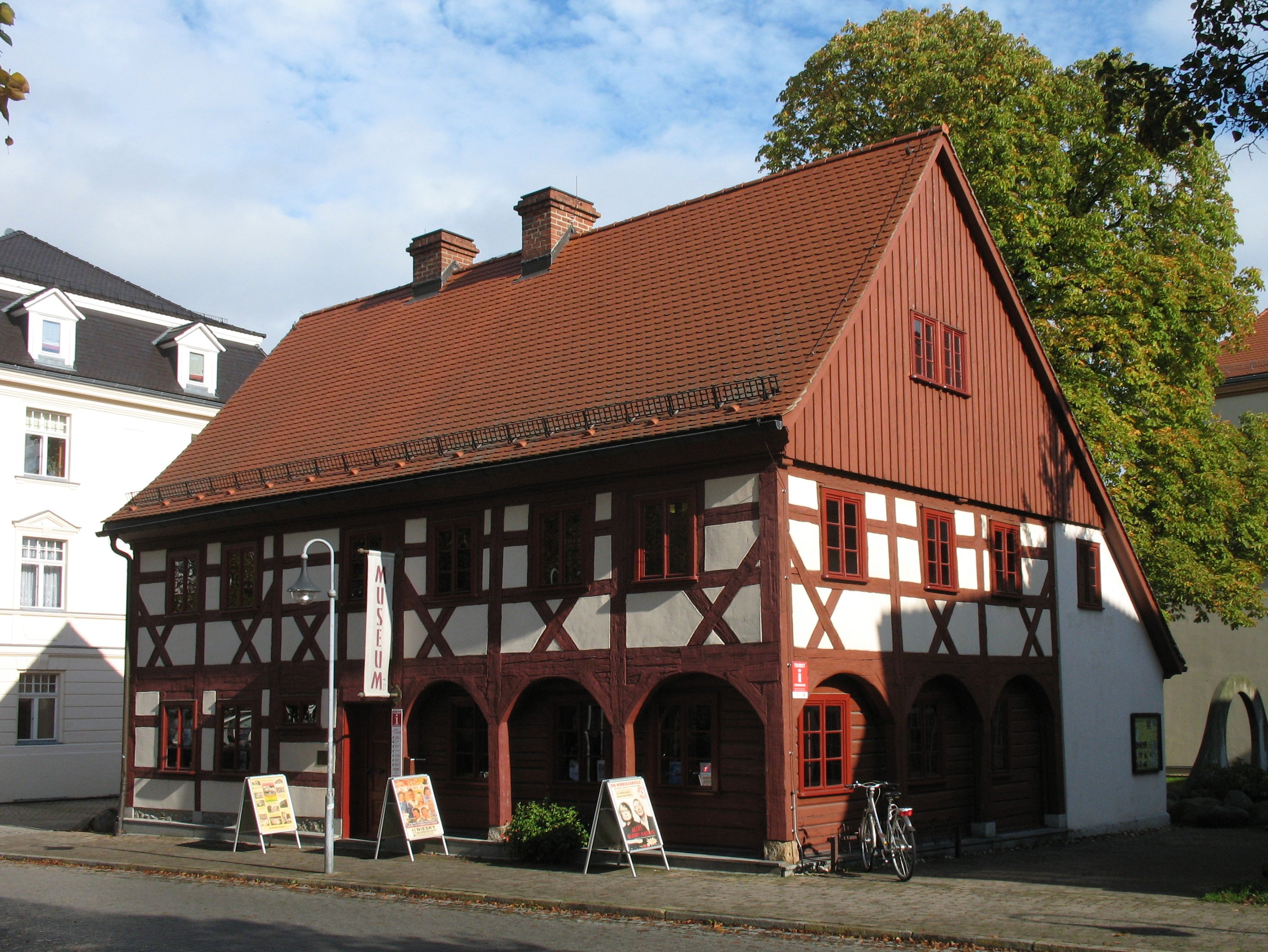
Raschkehaus in Niesky als Beispiel für ein Umgebindehaus

Delitz kam 1939 in Zittau zur Welt. Sein Vater verließ die Familie kurz nach Ende des Zweiten Weltkriegs. Im Alter von neun Jahren zog Delitz mit seiner Mutter nach Halle, wo er als musikalisch besonders begabt das Konservatorium „Georg Friedrich Händel“ besuchte. Er erhielt Unterricht in Klavier, Schlagzeug und Konzertflöte und studierte nach Ende der Schulzeit an der Hochschule für Musik und Theater „Felix Mendelssohn Bartholdy“ in Leipzig. Von 1962 bis 1980 spielte Delitz als Soloflötist an der Jenaer Philharmonie und war anschließend beim Theaterorchester Senftenberg tätig, das 1993 aufgelöst wurde.
Neben seinem Musikerberuf widmete sich Delitz fast 40 Jahre lang dem Erforschen der Umgebindehäuser. Sein erstes Werk zum Thema wurde 1979 Umgebindehäuser. Ein Beitrag zur Problematik der Hausforschung. Weitere Publikationen, darunter 1987 Umgebinde im Überblick, folgten. Gelegentlich arbeitete er mit Jürgen Cieslak zusammen. Delitz’ fachliche Kompetenz führte dazu, dass er 1993 eine Stelle beim Landesamt für Denkmalpflege Sachsen erhielt, wo er bis 1995 für die Erfassung der Kulturdenkmale im Kreis Zittau und im Niederschlesischen Oberlausitzkreis zuständig war. Delitz setzte sich energisch für die Bewahrung und originalgetreue Rekonstruktion von Umgebindehäusern, darunter dem 1742 erbauten und durch seinen Einsatz bei der Renovierung nicht erneut überputzten Raschkehaus in Niesky, ein. Da er am „allmählichen Ruin unserer grenzüberschreitenden Umgebindehauslandschaft, am diesbezüglichen Versagen der Politik“ litt, zog er sich in seinen letzten Lebensjahren zunehmend zurück und widmete sich der Mundartforschung.

## Veröffentlichungen
- Das Oberlausitzer Umgebindehaus. In: Sächsische Heimatblätter. Zeitschrift für sächsische Geschichte, Denkmalpflege, Natur und Umwelt. Bd. 25, Nr. 2, 1979, ISSN 0486-8234, S. 73–76.
- Umgebindehäuser. Ein Beitrag zur Problematik der Hausforschung. Zittau 1982, 94 Bl.
- mit Jürgen Cieslak: Südlausitzer Umgebindehäuser: wir wohnen in einem Umgebindehaus. Rat des Kreises Zittau, Abteilung Kultur; Kulturbund der DDR, Bezirksleitung Dresden. Zittau 1984, 45 S.
- Waltersdorf. Ein Ort und seine Denkmale im Kreis Zittau; Tagungsmaterial des Kulturbundes der DDR, Gesellschaft für Denkmalpflege, Bezirksvorstand Dresden, Arbeitsgruppe Volksbauweise und des Kreisvorstandes Zittau. Zittau 1985, 8 S.
- Umgebinde im Überblick. Zu Fragen der Geschichte, Verbreitung und landschaftlichen Ausprägung einer Volksbauweise. Graph. Werk. Zittau, Zittau 1987, 164 S.
- Volksbauweise im Westlausitzer Berg- und Hügelland. Anregung zur Denkmalpflege. Rat des Kreises Bischofswerda. Bischofswerda 1987, 12 S.
- Zur Definition des Umgebindes. In: Sächsische Heimatblätter. Zeitschrift für sächsische Geschichte, Denkmalpflege, Natur und Umwelt. Bd. 33, Nr. 6, 1987, ISSN 0486-8234, S. 261–266.
- Denkmalpfad Waltersdorf. Begleitbroschüre zu den Lehrtafeln, Oberlausitzer Verlag. Waltersdorf 1993, 6 Bl.